# Betz
Betz és un municipi francès, situat al departament de l'Oise i a la regió dels Alts de França. L'any 2007 tenia 1.019 habitants.

## Demografia

### Població
El 2007 la població de fet de Betz era de 1.019 persones. Hi havia 353 famílies de les quals 68 eren unipersonals (30 homes vivint sols i 38 dones vivint soles), 91 parelles sense fills, 160 parelles amb fills i 34 famílies monoparentals amb fills.
La població ha evolucionat segons el següent gràfic:
Habitants censats

### Habitatges
El 2007 hi havia 414 habitatges, 374 eren l'habitatge principal de la família, 16 eren segones residències i 23 estaven desocupats. 354 eren cases i 57 eren apartaments. Dels 374 habitatges principals, 271 estaven ocupats pels seus propietaris, 81 estaven llogats i ocupats pels llogaters i 23 estaven cedits a títol gratuït; 4 tenien una cambra, 29 en tenien dues, 41 en tenien tres, 92 en tenien quatre i 208 en tenien cinc o més. 306 habitatges disposaven pel capbaix d'una plaça de pàrquing. A 152 habitatges hi havia un automòbil i a 205 n'hi havia dos o més.

### Piràmide de població
La piràmide de població per edats i sexe el 2009 era:
| Homes | Edats   | Dones |
| ----- | ------- | ----- |
| 0     | 95 o +  | 0     |
| 0     | 90 a 94 | 0     |
| 4     | 85 a 89 | 4     |
| 0     | 80 a 84 | 0     |
| 4     | 75 a 79 | 4     |
| 8     | 70 a 74 | 12    |
| 16    | 65 a 69 | 16    |
| 24    | 60 a 64 | 16    |
| 28    | 55 a 59 | 20    |
| 28    | 50 a 54 | 32    |
| 36    | 45 a 49 | 48    |
| 44    | 40 a 44 | 32    |
| 68    | 35 a 39 | 44    |
| 20    | 30 a 34 | 48    |
| 24    | 25 a 29 | 24    |
| 28    | 20 a 24 | 12    |
| 48    | 15 a 19 | 44    |
| 52    | 10 a 14 | 56    |
| 40    | 5 a 9   | 16    |
| 20    | 0 a 4   | 20    |

## Economia
El 2007 la població en edat de treballar era de 702 persones, 565 eren actives i 137 eren inactives. De les 565 persones actives 525 estaven ocupades (275 homes i 250 dones) i 40 estaven aturades (19 homes i 21 dones). De les 137 persones inactives 47 estaven jubilades, 51 estaven estudiant i 39 estaven classificades com a «altres inactius».

### Ingressos
El 2009 a Betz hi havia 387 unitats fiscals que integraven 1.098,5 persones, la mediana anual d'ingressos fiscals per persona era de 21.240 €.

### Activitats econòmiques
Dels 40 establiments que hi havia el 2007, 1 era d'una empresa extractiva, 1 d'una empresa alimentària, 5 d'empreses de construcció, 8 d'empreses de comerç i reparació d'automòbils, 2 d'empreses de transport, 1 d'una empresa d'hostatgeria i restauració, 1 d'una empresa immobiliària, 6 d'empreses de serveis, 13 d'entitats de l'administració pública i 2 d'empreses classificades com a «altres activitats de serveis».
Dels 11 establiments de servei als particulars que hi havia el 2009, 1 era una gendarmeria, 1 oficina de correu, 1 taller de reparació d'automòbils i de material agrícola, 3 paletes, 1 electricista, 2 perruqueries, 1 restaurant i 1 agència immobiliària.
Dels 2 establiments comercials que hi havia el 2009, 1 era una botiga de més de 120 m² i 1 una botiga de menys de 120 m².
L'any 2000 a Betz hi havia 5 explotacions agrícoles que ocupaven un total de 1.430 hectàrees.

## Equipaments sanitaris i escolars
L'únic equipament sanitari que hi havia el 2009 era una farmàcia.
El 2009 hi havia 1 escola maternal integrada dins d'un grup escolar amb les comunes properes formant una escola dispersa i 1 escola elemental integrada dins d'un grup escolar amb les comunes properes formant una escola dispersa. Betz disposava d'un col·legi d'educació secundària amb 431 alumnes.

## Poblacions més properes
El següent diagrama mostra les poblacions més properes.